# 秋山祥子
秋山 祥子（あきやま しょうこ、1989年11月22日 - ）は、神奈川県出身の、日本の元AV女優、タレント。ACT所属。

## 来歴
AV女優になる前は、花屋で働いていた。
2009年7月に、イメージビデオ「MIJYUKUな果実」でデビュー。同年10月に、h.m.pより専属AVデビュー。
2010年12月いっぱいで、AV女優としての活動を停止することを表明。一旦は他のメーカーからの出演もしない完全引退となる（作品は2011年春まで残っていた）。
2012年1月16日発売の写真誌『フラッシュ』で、名前をゆきこに改名し、一度限りの復活でグラビアに登場した。同年7月18日に復活することをブログ上で表明、9月7日に再びh.m.pより「復活」で活動再開した。
2013年11月より、エスワンに移籍。
2014年3月より、MOODYZに移籍。
2018年2月、ATTACKERSへ期間限定で移籍。期間限定移籍について本人は、「実は、MOODYZさんでお世話になるという時、ほぼ同じくらいの時にもアタッカーズさんからお話は頂いていたんです。なので、もしもMOODYZさんを卒業することになればアタッカーズさんのお世話になるのかな…とは思っていたんですけど、正直思いもよらないタイミングでお仕事させて頂くことになりました！」と語っている。 
2019年10月6日、MOODYZより発売の『引退 秋山祥子』が引退作となる。

## 人物
- 趣味は、映画鑑賞、フラワーアレンジメント[2]。
- 初体験は、中学3年（15歳）のクリスマスの時で、相手は当時付き合っていた彼氏。経験人数は10人[4]。
- 写真誌『フラッシュ』に、青森県八戸市の美人すぎる市議として知られる藤川ゆりにそっくりとしてグラビアに登場した[8]。
- Jリーグ清水エスパルスのファンであり、自身のTwitter等でスタジアムまで足を運んだという報告も見られる。

## 作品

### アダルトDVD
- 処女宮 ～奇跡の純真～ (10月21日、h.m.p）
- ケイオン♪（11月21日、h.m.p ）
- 秋山祥子と恋人気分でラブハメ旅行に行こう♪（12月21日、h.m.p ）

- 妹の巨乳がいやらしすぎてムラムラを抑えきれない!（1月21日、h.m.p ）
- 巨乳秘書☆絶対服従（2月21日、h.m.p）
- 秋山祥子×完全オフ日の自由すぎるセックスが見たい。（3月21日、h.m.p）
- Play 4時間（3月21日、ビデオバンク）※個人ベスト
- いけない新任教師3時間（4月21日、h.m.p ）
- トップアイドル（秘）エッチ10連発!!!!（4月21日、ビデオバンク）共演:蒼井怜、亜希菜、美月れいな、美花ぬりぇ、愛内梨花、綾瀬ティアラ、乙井なずな ※未公開映像集
- Luxy 秋山祥子を風俗で指名してみませんか?（5月21日、h.m.p ）
- 高級中出しザーメンクリニック（6月21日、h.m.p ）
- え～っ!ぼ、僕の部屋に秋山祥子がやってきた!!（7月21日、h.m.p ）
- Play 4時間 Vol.2（7月21日、ビデオバンク）※単体ベスト
- 秋山祥子のリアルセックス（8月21日、h.m.p ）
- 僕の大学の憧れの先輩が、ある日突然継母になってどうしよう…（9月3日、h.m.p ）
- If… もしも秋山祥子が目の前で全裸になって、巨乳をプルプルさせながら働いてたら…（10月1日、h.m.p ）
- Very Best of 秋山祥子 1st  Anniversary（10月1日、h.m.p ）※単体ベスト
- Play 4時間 Vol.3（12月3日、ビデオバンク）※単体ベスト

- ノーパン中出し中イキFUCK（2月4日、h.m.p ）
- 美脚嗜好 フェチアングルで痴女SEXをする（3月4日、h.m.p ）
- 規格外のデカチンに秋山祥子が中出しされるっ!!（4月1日、h.m.p ）
- 完全引退!! ハメおさめ温泉旅行☆（6月3日、h.m.p ）
- コンプリートBOX77シーン16時間（9月2日、ビデオバンク）※単体ベスト

- 復活（9月7日、h.m.p ）
- 100回射精したくなる、いやらしい唇（10月5日、h.m.p ）
- 絶対に解かれることのない拘束（11月2日、h.m.p ）
- 脂ぎった中年男とのドロドロ性交（12月7日、h.m.p ）

- カンパニー松尾×秋山祥子（1月1日、h.m.p ）
- 秋山祥子・ベスト 4時間（4月5日、h.m.p ）※単体ベスト
- 専属NO.1STYLE 交わる体液、濃密セックス（11月19日、S1 NO.1 STYLE）[9]
- 秘密捜査官の女　堕ちた気高き暗殺者（12月19日、S1 NO.1 STYLE）

- 夫の目の前で犯された若妻（1月19日、S1 NO.1 STYLE）
- オトコを鍛えるオチン○ン予備校（2月19日、S1 NO.1 STYLE）
- 1日10回射精しても止まらないオーガズムSEX（3月13日、MOODYZ）
- Ecup超絶品ソープ嬢（4月13日、MOODYZ）
- ドリームウーマンVol.96（5月13日、MOODYZ）
- 女教師レイプ輪姦（6月13日、MOODYZ）
- はじめての真性中出し（7月13日、MOODYZ）
- クリムゾンプリズン イカされたら敗北、恥辱ゲームに参加させられた女たち（8月13日、MOODYZ）共演：椎名ゆな、波多野結衣、大槻ひびき
- またがり淫語お姉さん（9月13日、MOODYZ）
- 今日、あなたの上司に犯されました。（10月13日、MOODYZ）
- 秋山祥子があなたのお嫁さん（11月13日、MOODYZ）
- 屈辱の失禁キャリアウーマン（12月1日、MOODYZ）

- 絶品お姉さんの凄テク射精管理（1月1日、MOODYZ）
- 美脚フェティッシュ（2月1日、MOODYZ）
- 犯された美脚RQ（3月1日、MOODYZ）
- 桃乳逆レ×プナース（4月1日、MOODYZ）
- キャリアOLバス痴漢（5月1日、MOODYZ）
- 夫以外のチ○ポに我を失った人妻（6月1日、MOODYZ）
- 舌と唇で感じあう 濃密ベロキスづくし（7月1日、MOODYZ）
- 危険日人妻 孕ませ中出し輪姦（8月1日、MOODYZ）
- 全裸生活を強要されて…。（9月1日、MOODYZ）
- 僕の妻を寝取ってください。（10月1日、MOODYZ）
- 瞬間欲情トロトロスプレー【口うるさい女上司編】（11月1日、MOODYZ）
- お姉さんがどんどんダメになるお尻粘着性交（12月1日、MOODYZ）

- MOODYZ15周年記念作品 【限定共演】クリムゾンドリーム（1月1日、MOODYZ）共演：神咲詩織、沖田杏梨、上原亜衣、大槻ひびき、かすみ果穂、AIKA、蓮実クレア、波多野結衣 ※Blu-ray版 同時発売
- 新妻は極悪ショタに寝取られて…（2月1日、MOODYZ）
- タイトスカート女教師（3月1日、MOODYZ）
- 射精後ビンカンお掃除フェラ伝説（4月1日、MOODYZ）
- ズコバコ超乱交 ノーカット編（5月1日、MOODYZ）
- BDSM 緊縛×拘束具×人体固定（6月1日、MOODYZ）
- 妻からの寝取られ実況ビデオレター特別編（7月1日、MOODYZ）
- 輪姦痴漢電車 14本のチ●ポに快楽堕ちした若妻（8月1日、MOODYZ）
- 彼女のお姉ちゃんがこっそり僕を誘惑 （10月19日、MOODYZ）
- 超硬フル勃起じゅぽフェラごっくん伝説（11月19日、MOODYZ）
- 乳首ぎゅーん!! 悶絶乳首責めお姉さん（12月19日、MOODYZ）

- きれいなお姉さんの高速騎乗位は好きですか?（1月19日、MOODYZ）
- 快感でおかしくなるまで続く痙攣性交と絶頂潮（2月19日、MOODYZ）
- 隣の人妻、時間を止めて強制NTR!!（3月25日、MOODYZ）
- 桃尻コス×バックでいっぱいイっちゃった!（5月1日、MOODYZ）
- 上司の妻チ○ポサック寝取り（5月25日、MOODYZ）
- オーガズム性感開発オイルマッサージ 絶叫エビ反り痙攣がヤバすぎて強制拘束（6月19日、MOODYZ）
- 旦那の留守中に犯した団地妻が欲求不満過ぎたおかげで和姦になった（7月25日、MOODYZ）
- 痴女とイク! 童貞筆おろしパコパコ合宿（9月7日、MOODYZ）
- 姉が3日間、僕専属メイドになった。（10月7日、MOODYZ）
- 30日間禁欲させられた女が独身男のボロ屋敷でガニ股オーガズム（10月25日、MOODYZ）
- 毎日違うパンストで挑発してくるいんやらしい女上司 （11月25日、MOODYZ）
- 痙攣絶頂サイレントレ×プ 助けを呼んで乱暴されたレッテルを貼られるのが怖くて声を押し殺して犯された敏感女教師 （12月25日、MOODYZ）

- 極快楽プロフェッショナル性感絶頂フルコース（2月1日、MOODYZ）
- あなた、許して…。-夫の上司に抱かれて- 2 （2月25日、ATTACKERS）
- 禁じられた背徳姦2 若過ぎた義理の母 （4月1日、ATTACKERS）
- 原作 藤崎玲 美獣姉妹 （4月13日、ATTACKERS）共演：霧島さくら、水野朝陽
- 望んで無いのに振りかかる。ラッキースケベ連発お姉さん（5月13日、MOODYZ）
- お姉ちゃんが時間停止のフリしてあげる（6月13日、MOODYZ）
- 1泊2日の社員旅行中 僕の命令を絶対きくきく! 女上司（7月13日、MOODYZ）
- ぎゅっぎゅ～っ締めつけられる快感! 絞り出し頬〆フェラチオ（8月13日、MOODYZ）
- 禁欲爆発焦らされオーガズム（9月13日、MOODYZ）
- 親友の彼女なのに僕に気があるそぶりを見せるのであいつが旅行中の間、寝取ってハメまくった（10月13日、MOODYZ）
- 学歴詐称がバレて女子学生をやり直す事になったお姉ちゃん（11月13日、MOODYZ）
- 義姉さん俺のヤリ友になってよw（12月13日、MOODYZ）

- 汗だく潮吹き絶頂! ポルチオGスポット性交（1月1日、MOODYZ）
- 究極のお姉さん 秋山祥子常時本番8時間（1月1日、MOODYZ）※単体ベスト
- 知らない間に大嫌いな義父に媚薬漬けにされてカラダを支配された私…（2月1日、MOODYZ）
- 救出までレ×プ地獄! 美人捜査官孕ませ輪姦一部始終!（3月1日、MOODYZ）
- 初恋の担任女教師と卒業後にSEXしまくった純愛日記。（4月1日、MOODYZ）
- 旦那が急な出張で家を空けるというので、旦那の友人とケモノの様にひたすら中出しでヤリまくった3日間。（5月1日、MOODYZ）
- 秋山祥子 コンプリートBOX 77シーン16時間（5月10日、h.m.p）※単体ベスト
- 女教師玩具化計画（6月7日、ATTACKERS）
- 同窓会NTR【専属女優スペシャル!】 ～最低な元カレに堕ちた彼女の浮気中出し映像～（6月7日、PREMIUM）
- すんごい乳首責めで中出しを誘う連続膣搾り痴女お姉さん（6月25日、本中）
- 恩師と朝まで… (7月7日、ATTACKERS)
- 欲求不満な団地妻と孕ませオヤジの汗だく濃厚中出し不倫 (7月13日、溜池ゴロー)
- 秋山祥子の凄テクを我慢できれば生★中出しSEX! (8月1日、ワンズファクトリー)
- BEAUTY VENUS 6 (8月13日、アイデアポケット) 共演:天海つばさ、羽咲みはる
- 従順で優しい巨乳妻はDQNな金貸しに寝取られ種付けプレスされていた。 (8月25日、ダスッ!)
- マドンナ初登場!!夫は知らない ～私の淫らな欲望と秘密～ (8月25日、マドンナ)
- 不貞な上下関係2 (9月7日、ATTACKERS)
- 妻の犯したあやまち… (9月13日、溜池ゴロー)
- バレたらやばい…妻の妊娠中に義姉の囁き淫語と密着性交で精子を絞り尽くされる僕 (9月25日、マドンナ)
- 引退 秋山祥子 (10月13日、MOODYZ)

- 秋山祥子8時間 ATTACKERS THE BEST（10月7日、アタッカーズ）※単体ベスト

### アダルトVR
- MOODYZ VR 秋山祥子とSEXしてみませんか?（2017年11月13日、MOODYZ VR）
- HQ高画質VR!! とにかくオナニーしやすい高没入感!! 僕のカノジョは淫語がと～っても大好きな痴女お姉さん。（2019年4月12日、MOODYZ VR）

### イメージDVD
- MIJYUKUな果実（2009年7月31日、スパイスビジュアル）
- 初裸 virgin nude（2009年9月10日、グラッツコーポレーション）
- エロキュート（2010年5月28日、オルスタックピクチャーズ）
- 私立P学園 〜制服JKの誘惑〜 Vol.5（2012年2月15日、Image Avenue）「ゆきこ」名義、共演:長谷川リホ
- Shoko eternal beauty（2012年8月2日、グラッツコーポレーション）
- Colors 〜Blue〜（2013年4月15日、QH映像）

## 出演

### テレビ
- チャンネル生回転TV Midnightザップ!（2014年 - 2016年3月23日、BSスカパー!）

※番組第2シーズンでは、レギュラー陣も大幅リニューアルされ、固定レギュラーは居なくなった為、月曜日は第1シーズンではセクシー女優枠でゲスト出演し、その後タレント枠でレギュラー出演、再度降板し、ゲスト枠に戻るも2016年3月16日生放送最終回ではゲストザッパーとして出演した。なお、番組最終回では、SPゲストとして出演した。
- Midnight女子会Z（2017年7月13日 - 2018年4月26日、BSスカパー!）レギュラー

### 映画
- FUCK ME TO THE MOON（2013年4月7日、監督・脚本・編集：高畑鍬名、滝野弘仁） - 主演[10]

### 写真集
- だんだん（2013年11月20日、双葉社、撮影：冨貴塚宏樹）ISBN 978-4575305975
- Last Show（2019年11月29日、ジーオーティー、撮影：浜田一喜）ISBN 978-4814802302

### Web写真集
- Graphis FIRST GRAVURE「初脱ぎ娘!」（2009年9月、撮影：山口勝己、グラフィス）
- 秋山祥子×亜希菜×綾瀬ティアラ Xmas SPECIAL 2009（2009年12月、グラフィス）
- Love Comes Again（2010年8月16日、撮影：マキハラススム、XCITY）
- Graphis CALENDAR 02.11（2011年2月、撮影：稲村幸夫、グラフィス）
- Graphis Gals「Sexy Queen」（2012年11月、撮影：浜田一喜、グラフィス）
- Graphis LIMITED EDITION（2014年1月、撮影：浜田一喜、グラフィス）